# Giessenbrug
De Giessenbrug is een complex van drie basculebruggen over de Delfshavense Schie in de deelgemeente Overschie van de Nederlandse gemeente Rotterdam.  
De Giessenbrug stamt uit 1970 en omvat twee naast elkaar gelegen basculebruggen in de A20 en een basculebrug voor lokaal verkeer in de Giessenweg. Aan de noordkant van de brug staat een bedienpost voor de brug, boven op een twaalf meter hoge schacht.
In 1998 zijn twee brugkleppen in de A20 vervangen door nieuwe stalen exemplaren, dit betrof die van de parallelweg en de hoofdrijbaan richting Hoek van Holland.
In 2005 is een gedeelte van de elektrische installatie vervangen en een camerabewakingssysteem aangebracht. Hierdoor is het mogelijk geworden om de brug te bedienen vanuit de Verkeersmanagementcentrale Zuidwest-Nederland te Rhoon.
In 2006 is de derde brugklep vervangen door een nieuw stalen exemplaar, dit betrof die van de hoofdrijbaan richting Gouda. Tevens zijn de resterende renovatiewerkzaamheden aan de bewegingswerken en de elektrotechnische installaties uitgevoerd.
Vanwege aanhoudende storingen is de brug in 2017 permanent gesloten voor scheepvaartverkeer. In 2027 zal de brug worden vervangen door een vaste betonnen brug met een doorvaarhoogte van 6,6 meter.